# Brevipalpus encelia
Brevipalpus encelia är en spindeldjursart som beskrevs av Baker, Tuttle och Abbatiello 1975. Brevipalpus encelia ingår i släktet Brevipalpus och familjen Tenuipalpidae. Inga underarter finns listade.